# Hoquei sobre gel

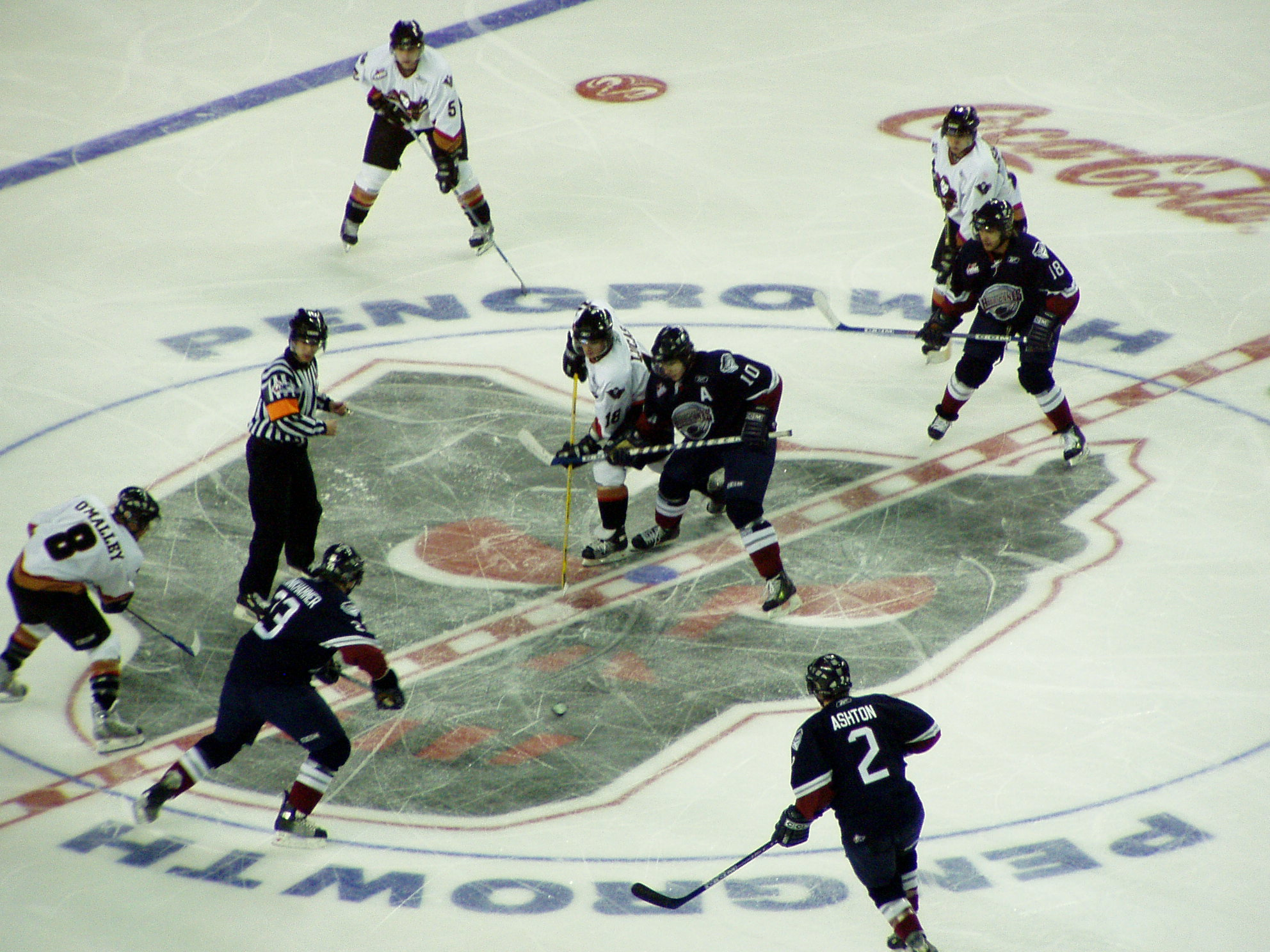
Moment d'un partit d'hoquei gel.

L'hoquei sobre gel (IPA: [uˈkɛj ˈso.βɾə ˈʒɛɫ]) és un esport d'equip que es juga sobre patins de gel, generalment en una pista de gel amb línies i marques específiques d'aquest esport. Pertany a una família d'esports anomenada hoquei. A l'hoquei sobre gel, dos equips oposats utilitzen pals d'hoquei sobre gel per controlar, avançar i disparar un disc de goma vulcanitzat i tancat anomenat "puck" a la porteria de l'altre equip. Cada gol val un punt. L'equip que marca més gols és el guanyador. En un joc formal, cada equip té sis patinadors sobre el gel alhora, excepte alguns penals, un dels quals és el porter. L'hoquei sobre gel és un esport de contacte complet.
L'hoquei sobre gel és un dels esports dels Jocs Olímpics d'Hivern mentre que la seva primera competició internacional d'aficionats, els Campionats del Món de l'IIHF, es regeixen per la Federació Internacional d'Hoquei sobre Gel (IIHF) tant per a competicions masculines com femenines. L'hoquei sobre gel també es practica com a esport professional.
A Amèrica del Nord, així com a molts països europeus, l'esport es coneix simplement com a hoquei. No obstant això, en altres països, "hoquei" normalment es refereix a l'hoquei sobre herba. El 1994 l'hoquei va ser reconegut oficialment com l'esport nacional d'hivern del Canadà.
L'esport modern de l'hoquei sobre gel es va desenvolupar al Canadà, sobretot a Mont-real, on es va jugar el primer partit cobert el 3 de març de 1875. Algunes característiques d'aquest joc, com la longitud de la pista de gel i l'ús d'un disc, s'han mantingut fins als nostres dies. Les lligues d'hoquei sobre gel d'aficionats van començar a la dècada de 1880 i l'hoquei sobre gel professional es va originar al voltant de 1900. La Stanley Cup, emblemàtica de la supremacia dels clubs d'hoquei sobre gel, es va anomenar inicialment el 1892 com a "Dominion Hockey Challenge Cup" i es va atorgar per primera vegada el 1893 per reconèixer el campió amateur canadenc i més tard es va convertir en el trofeu de campionat de la National Hockey League (NHL). L'esport es va jugar per primera vegada als Jocs Olímpics durant els Jocs Olímpics d'estiu de 1920.
Tot i que les dones també van jugar en els primers anys de formació del joc, no va ser fins a partir de mitjans dels anys vuitanta que va començar a guanyar més popularitat, quan l'esport ja s'havia estès a Europa i altres països. El primer campionat del món femení de l'IIHF es va celebrar el 1990 i el joc femení es va introduir als Jocs Olímpics d'Hivern de 1998.

## Història

### Els inicis

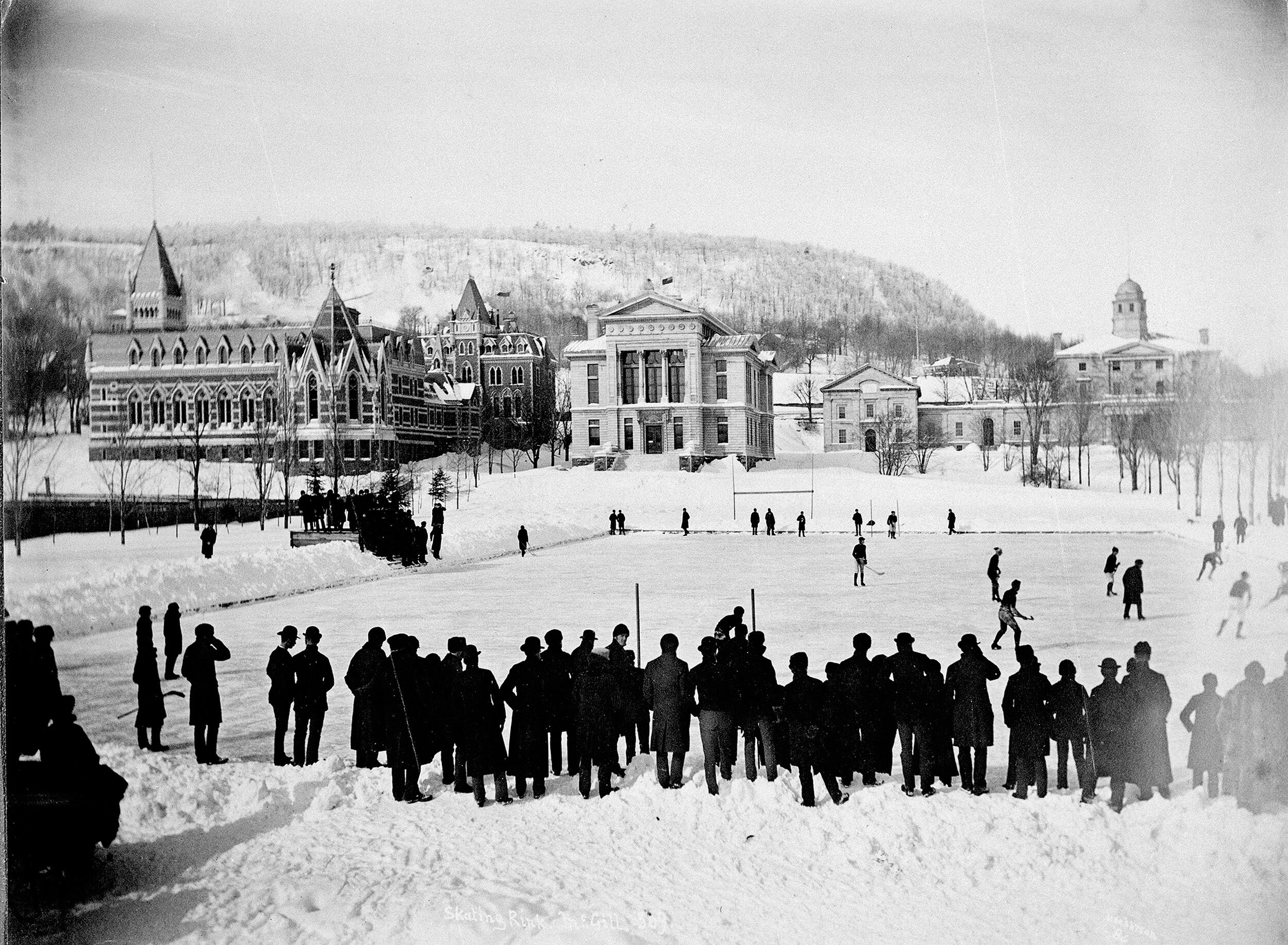
Partit d'hoquei gel de la Universitat McGill, el 1884.

L'hoquei sobre gel sorgí al Canadà a imitació de l'hoquei herba. Els primers partits es disputaren de caràcter informal a rius i llacs gelats de Kingston, Ontario, Halifax o Nova Escòcia per soldats anglesos. En aquest país ha esdevingut l'esport nacional i és un dels grans dominadors internacionals. També és un esport molt practicat als Estats Units, Suècia, Rússia, República Txeca i Finlàndia.
El primer partit indoor es disputà el 1877 a Mont-real, per estudiants de la Universitat McGill que, a més, van definir les primeres regles per a aquest esport. Inicialment s'usava una bola de cautxú que posteriorment fou substituïda per un disc. Els equips els formaven nou jugadors de camp més els reserves. Durant la dècada de 1880 es crearen molts clubs al llarg i ample del país. L'any 1893, el Governador general del Canadà, Frederick Stanley, decidí crear un trofeu que portà el seu nom. D'aquesta manera sorgí la Stanley Cup, que fou atorgada al millor equip canadenc de la temporada i que actualment és atorgada al campió de la NHL. Als Estats Units, els primers partits d'hoquei es disputaren pels volts de 1895.

### L'hoquei gel femení

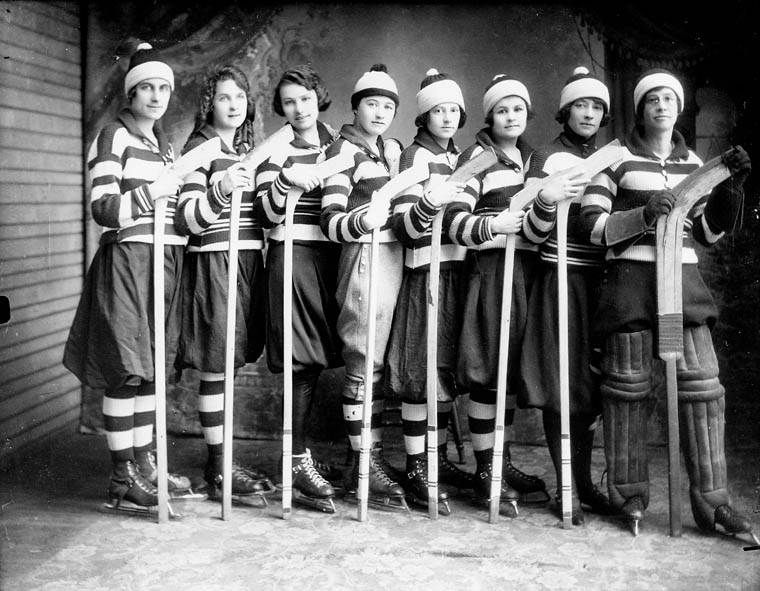
Un equip d'hoquei femení el 1921.

L'hoquei sobre gel ha estat, tradicionalment, un esport agressiu i fins i tot violent. És per aquesta raó que principalment es tracta d'un esport d'homes. No obstant això, la història de l'hoquei sobre gel femení és gairebé tan antiga com el masculí. Una de les filles del Lord Stanley, Isabel, era una fanàtica de l'esport i va ser fotografiada en una ocasió, al voltant de 1890, jugant hoquei amb els seus germans i amics. El primer registgre d'un partit d'hoquei femení data de l'11 de febrer de 1891 a Ottawa. En l'actualitat, les noies joves i dones juguen en equips exclusivament femenins o en equips mixts. Des dels anys 1990, l'hoquei sobre gel femení s'ha convertit en un dels esports de major creixement, augmentant el nombre de jugadores en un 400%.

### Professionalisme
El primer club professional d'hoquei sobre gel sorgí a Houghton, Michigan, (EUA) el 1903. La primera lliga professional sorgí l'any següent, el 1904, la Pro Hockey League, de curta durada i amb una mescla de clubs amateurs i professionals del Canadà i els Estats Units. L'any 1904, la Pro Hockey League decidí canviar el nombre de jugadors de nou a sis, regla que finalment esdevingué estàndard dins l'hoquei gel.

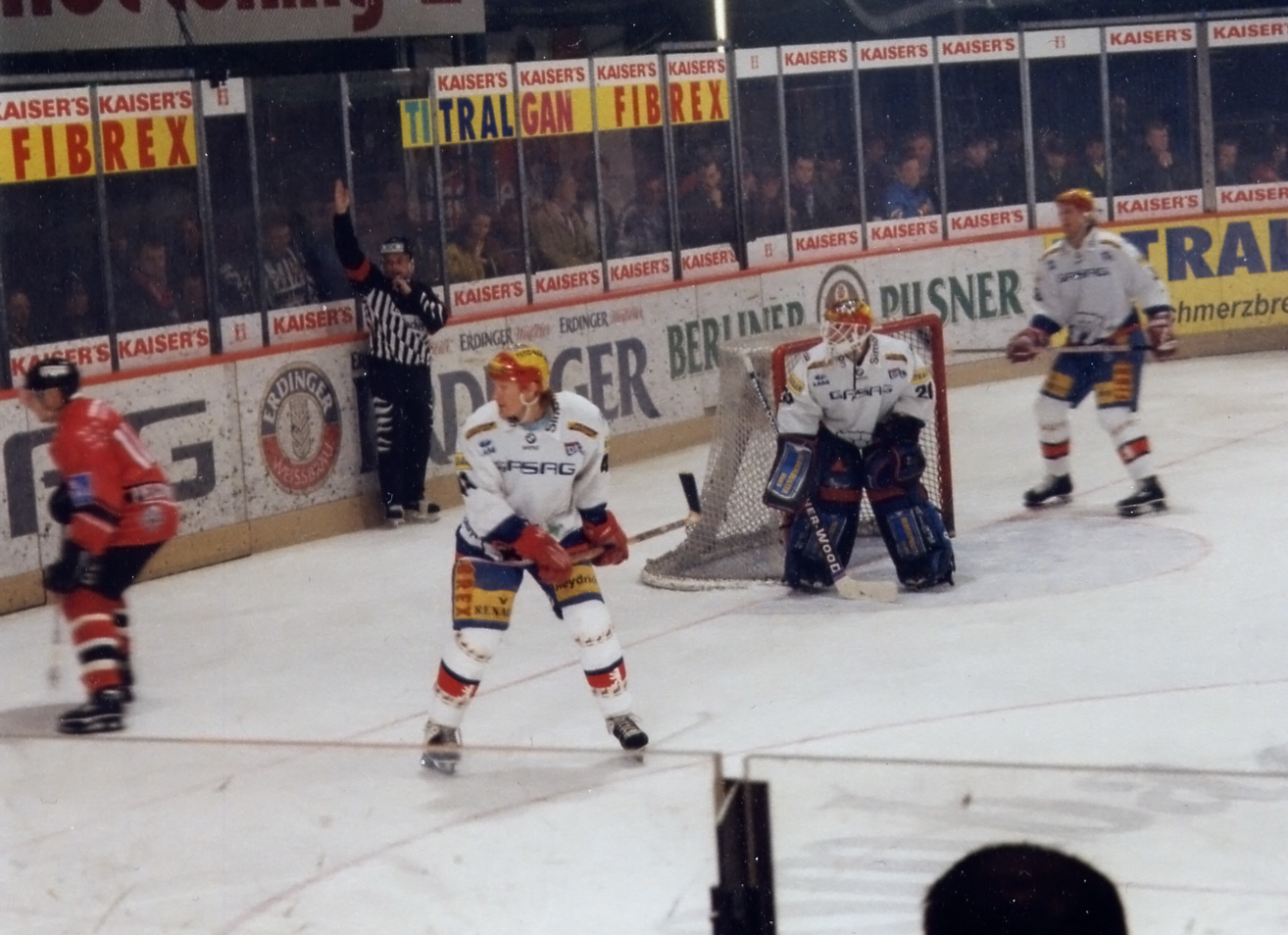
Hoquei sobre gel

L'any 1917, nasqué la National Hockey League (NHL), esdevenint la principal lliga professional d'aquest esport al món, amb la participació de clubs canadencs i estatunidencs. En foren membres fundadors els clubs Montreal Canadiens, Montreal Wanderers, Ottawa Senators i Toronto Arenas. El primer club estatunidenc a incorporar-se a la lliga ho feu el 1924.
L'any 1920 fou creat el Campionat Internacional d'hoquei gel. Aquest campionat és organitzat tots els anys als mesos d'hivern per la Federació Internacional d'Hoquei sobre Gel i és disputat per les diverses seleccions estatals. Els grans dominadors han estat Canadà, que ha guanyat 23 vegades, i que se l'ha considerat esport nacional des de 1994, l'URSS, 22 vegades, Suècia 7 vegades i la República Txeca 5 vegades.
Pel que fa als Jocs Olímpics d'Hivern, l'hoquei gel hi és present des de la primera edició. Els primers Jocs en què van prendre part jugadors professionals de la NHL fou a Nagano 1998 i vencé la República Txeca.
El primer Campionat Internacional d'hoquei gel femení va ser organitzat el 1990. Fins al 1999 la competició va ser disputada cada dos anys. Des d'aleshores es realitza anualment. Canadà, amb 8 dels 9 campionats realitzats és el gran dominador.

## Reglament
L'objectiu del joc és marcar gols lliscant un disc de cautxú dur (puck) en una de les xarxes col·locades en els extrems oposats de la pista. Els jugadors poden controlar el disc usant un bastó llarg amb una làmina corbada en un extrem (estic o stick). Els jugadors poden copejar el puck amb el peu, excepte per a ficar gol. Si el puck està a l'aire, els jugadors poden tocar el disc amb la mà oberta per a situar-la en el sòl.
Un equip sol tenir al voltant de 22 jugadors. Dos jugadors han de ser porters. Normalment es juga amb un porter i cinc jugadors de camp: dos defensors, dos ales i un central. El porter utilitza equip protector especial i es col·loca enfront de la xarxa. Al porter se li permet immobilitzar el disc amb les seves mans, bastó, o cos. Donada la intensitat d'aquest esport, es permeten la substitució de jugadors contínuament durant el joc. L'hoquei sobre gel és un esport de molt contacte físic, on se succeïxen els xocs entre jugadors (hits o body checks), cosa que fa que sigui considerat com un esport violent. Les baralles solament estan permeses a la NHL. Quan dos jugadors decideixen voluntàriament barallar-se, llancen els guants a terra i els àrbitres actuen de jutges de boxa, detenint la baralla quan estimin oportú. En cap altra lliga del món es permeten les baralles.

### El terreny de joc

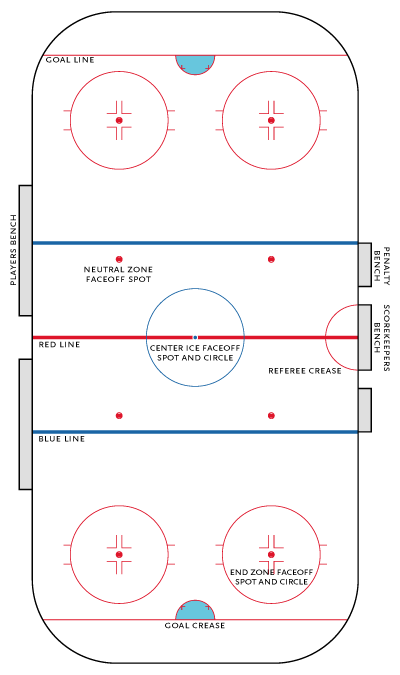
Una pista d'hoquei gel.

El camp d'hoquei sobre gel és una pista de gel, ja sigui natural o artificial, especialment dissenyada per a la pràctica d'aquest esport. El gel disminueix molt, tant la fricció del disc sobre la pista com el moviment dels jugadors, permetent així assolir velocitats altíssimes. El camp té forma rectangular amb els vèrtexs arrodonits. Una pista d'hoquei sobre gel pot tenir 61 metres de llarg i 26 metres d'ample a la NHL i 60 x 30 metres en la resta del món.
Un mur opac, d'aproximadament un metre d'altura, embolica tota la pista, i evita que el disc surti del camp. Sobre el mur, es fixa un altre transparent, d'aproximadament 1,25 metres d'altura, facilitant als espectadors contemplar el partit al mateix temps que els protegeix. Una línia central vermella (centerline) divideix el camp per la meitat. És usada pels jutges per a marcar icings(juntament amb les línies de gol). Dues altres línies vermelles (red goal line, o simplement red line) estan localitzades en cada extrem del rectangle, a tres metres del fons. Marquen l'àrea de meta. Dues línies blaves, distanciades poc més de 8 metres de la línia vermella central delimiten les tres zones de camp: una zona de defensa (devensive zone), una zona neutral (neutral zone) i una zona d'atac (offensive zone) i també delimiten els fores de joc (offsides) i. La zona defensiva d'un equip és la zona ofensiva de l'altre. La porteria està localitzada davant de cada línia de red goal line. La porteria té 1,2 metres d'altura per 1,8 metres d'amplada. La majoria de les porteries tenen una sirena i un altaveu de so, que són activades pels "jutges de gol". Enfront de cada porteria hi ha una àrea d'1,8 metres d'ample i allargada, anomenada "àrea de porteria" (goal creés) i on cap jugador de l'equip rival hi pot entrar.
Al llarg del camp existeixen diversos punts (spot) on es realitzen els cara a cara o faceoffs (semblant al bot neutral del futbol o al balling de l'hoquei patins). La majoria de camps d'hoquei professional disposen d'una banqueta per a cada equip on se situen els jugadors reserves; i un banc de penal per als jugadors penalitzats.

### Durada
A diferència de la majoria d'esports, un partit d'hoquei sobre gel es divideix en tres períodes de joc. Cada període dura 20 minuts, separats per dos intervals de 15 minuts de descans. Aquests períodes són de temps real, aturant el cronòmetre a cada falta o a cada gol. En funció de les regles de la competició existeix la possibilitat de disputar una mort sobtada o temps afegit, en cas d'empat, per tal de decidir-ne el vencedor. Aquest quart període serà de 5 minuts.

### Substitucions

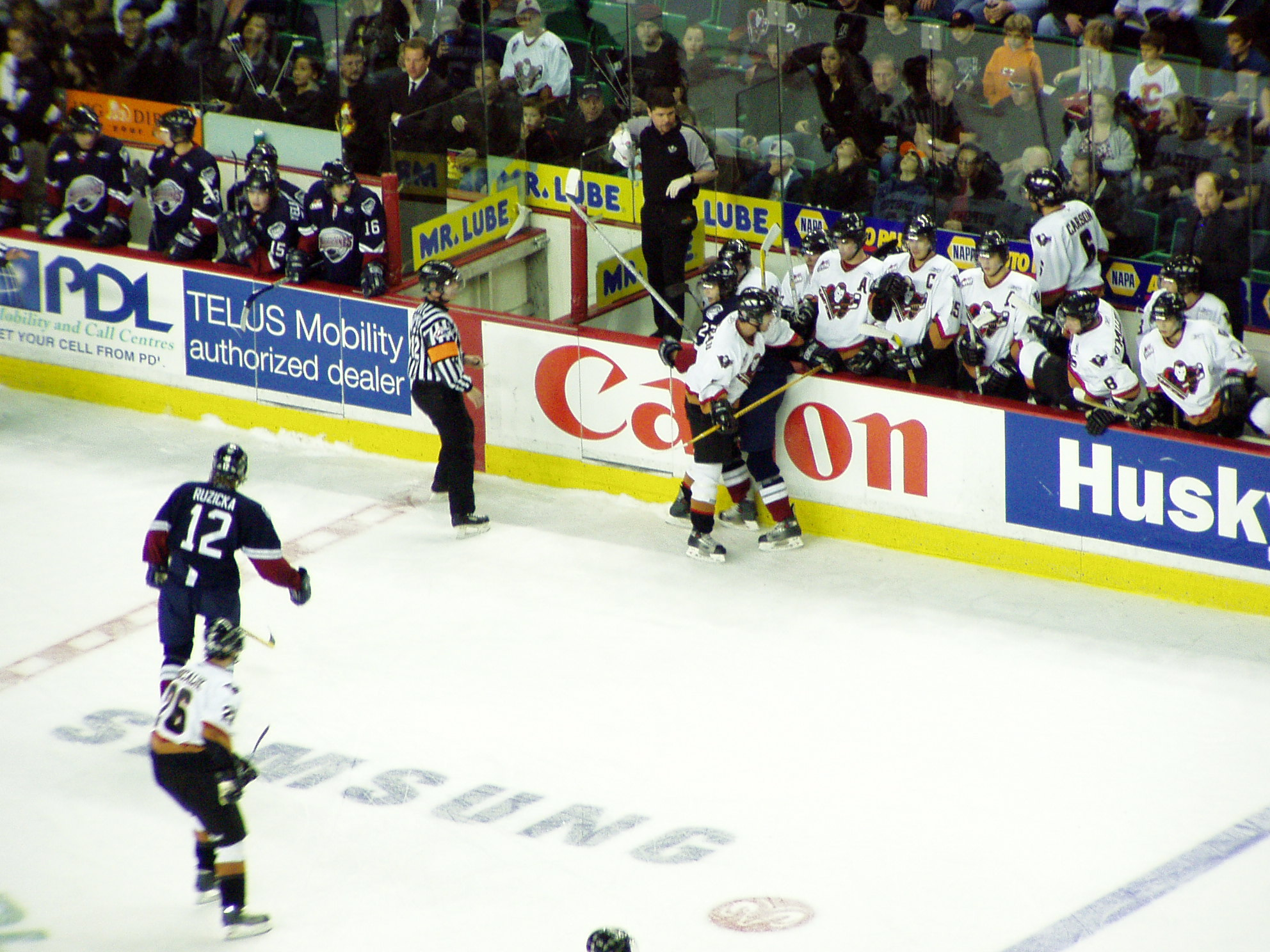
Banc amb els jugadors reserves.

En un partit d'hoquei gel les substitucions de jugadors poden ser fetes directament sense l'autorització expressa del jutge. A més es poden fer en plena jugada sense esperar que estigui el joc aturat. Un jugador penalitzat, lògicament, no pot ésser substituït fins que hagi complert el càstig imposat.

### Estris i uniforme

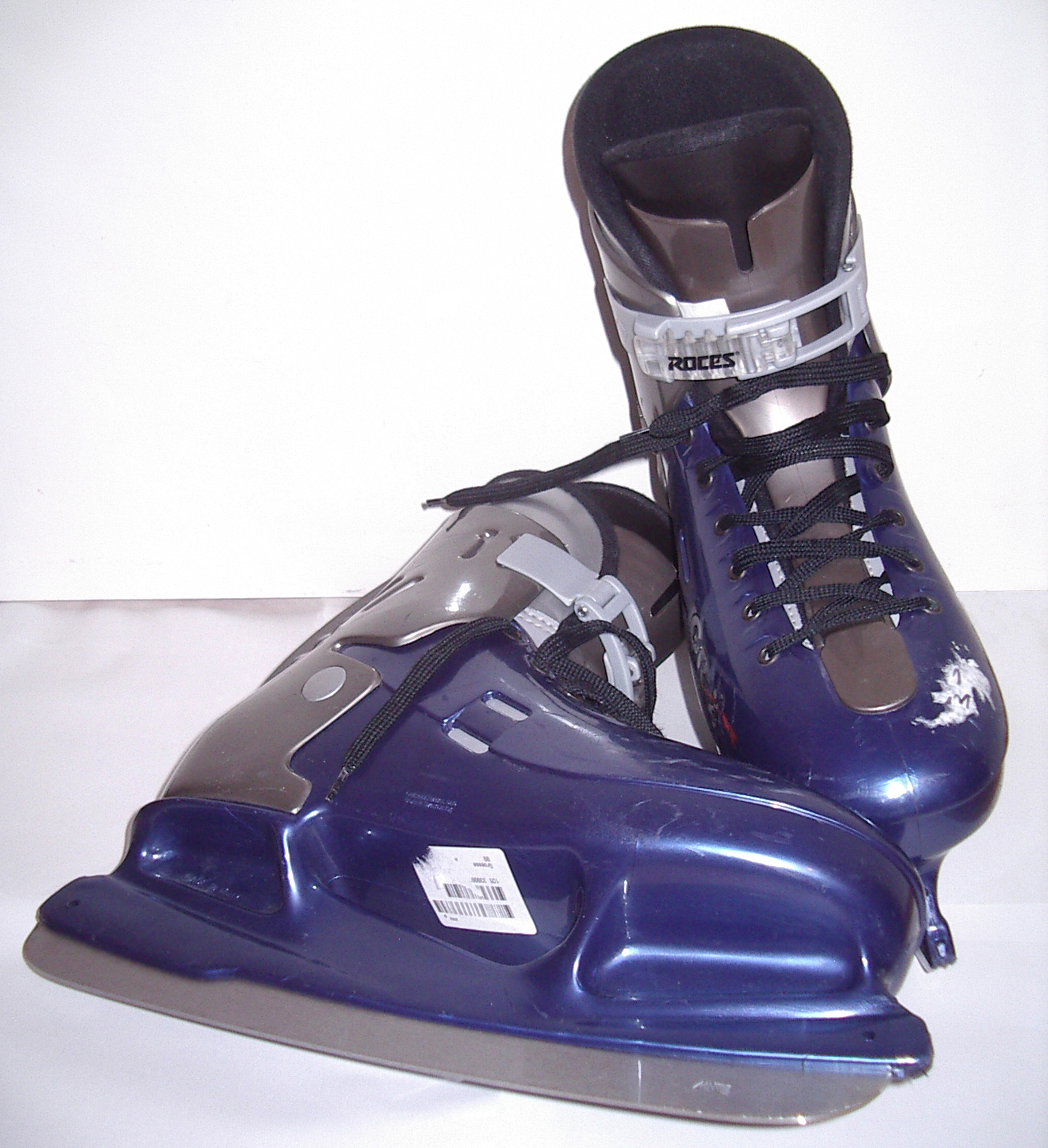
Patins de gel.

Per a la pràctica de l'hoquei gel és imprescindible el següent equipament:
- Un disc (puck): Normalment fet de cautxú, amida uns 2,5 centímetres de gruix, 7,6 de diàmetre i al voltant dels 160 grams de pes.

- Patins d'hoquei gel (hockey skates): És una sabata de niló i cuir sobre una làmina d'acer i un fre, especialment dissenyats per patinar sobre el gel.

- Pal (stick): Té forma de lletra L. Poden ser de plàstic o de fusta. Amb ells es colpeja el puck. La part inferior, amb la que es colpeja el disc, no pot superar els 32 centímetres d'allargada i el 8 d'alçada.

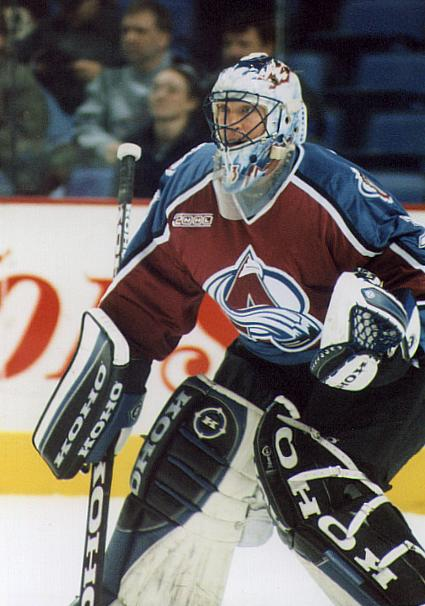
Imatge d'un porter amb el seu equipament

Pel que fa a l'uniforme i les proteccions aquestes es componen de:
- L'uniforme dels jugadors està format per una camisa, amb el logotip de l'equip, opcionalment el nom del jugador i un número que pot anar de l'1 fins al 99, i uns pantalons.
- El casc, usat per donar protecció al jugador, amb una màscara de plàstic per evitar cops a la cara. La màscara que usa el porter ha de protegir-li tota la cara. Cal tenir en compte que el puck pot arribar a viatjar a una velocitat de 160 quilòmetres per hora.
- Tots els jugadors duen guants. El porter també usa un guant per agafar, generalment a la mà esquerra i un guant de bloqueig per aturar els trets.
- S'usen també altres equipaments de protecció per totes les parts del cos, principalment a les espatlles, als braços i a les cames. El porter usa una camisa especialment gruixuda a la panxa i al tòrax. Aquestes proteccions són de 25 cm a les cames i 10 cm al cos.

### Sancions i Normativa

#### Normativa
L'Icing: Quan un jugador tira el puck (pilota o pastilla) i creua les dues línies vermelles (Center i Goal Line) i cap jugador del seu equip està en disposició d'agafar el puck, l'àrbitre xiula icing i es fa un cara a cara en la zona defensiva de l'equip que ha comes la infracció.
Fora de Joc: Si algú passa o creua amb el puck per la línia blava ofensiva i un company seu ja és a la zona ofensiva és fora de joc i es fa un cara a cara en la zona neutral més a prop de la zona atacant de l'equip que ha comes la infracció.

#### Sancions (penaltyen anglès)
Menor: Comporta 2 minuts d'expulsió i són les més comunes.
Greu: Comporta 5 minuts d'expulsió.
Mala conducta: Comporta 10 minuts d'expulsió insultar els arbitres i altres jugadors.
Tir lliure: Són les faltes més greus.
Quan un equip es troba en superioritat numèrica es diu que juga en powerplay si aquest equip marca, la sanció(de dos i cinc minuts) queda suprimida.

## Competicions
Entre les competicions d'hoquei sobre gel podem destacar:
- National Hockey League
- Campionat del Món d'hoquei gel masculí
- Campionat del Món d'hoquei gel femení
- Campionat d'Europa d'hoquei gel
- Lliga espanyola d'hoquei gel
- Copa espanyola d'hoquei gel
- Copa Federació d'hoquei sobre gel